# 深田站
深田站（日语：／ Fukata eki */?）是位於日本愛媛縣北宇和郡鬼北町内深田的無人鐵路車站，隸屬於四國旅客鐵道（JR四國）。車站編號為G41。車站附近民居相對較為稀疏。

## 車站結構
本站採用簡易車站設計，和附近的出目站、大內站、二名站及務田站一樣，原先是設有站舍的，但後來這些站的站舍都全被拆去，並在原本的月台上加設了有蓋的候車室代替。站舍原址現時仍為空地。
候車室位於月台末端向大內站方向，旁邊設有洗手間及儲物室，而在另一邊則設有上落月台用的樓梯。月台末端則仍能看見以前貨物車卡停靠的小月台位置。

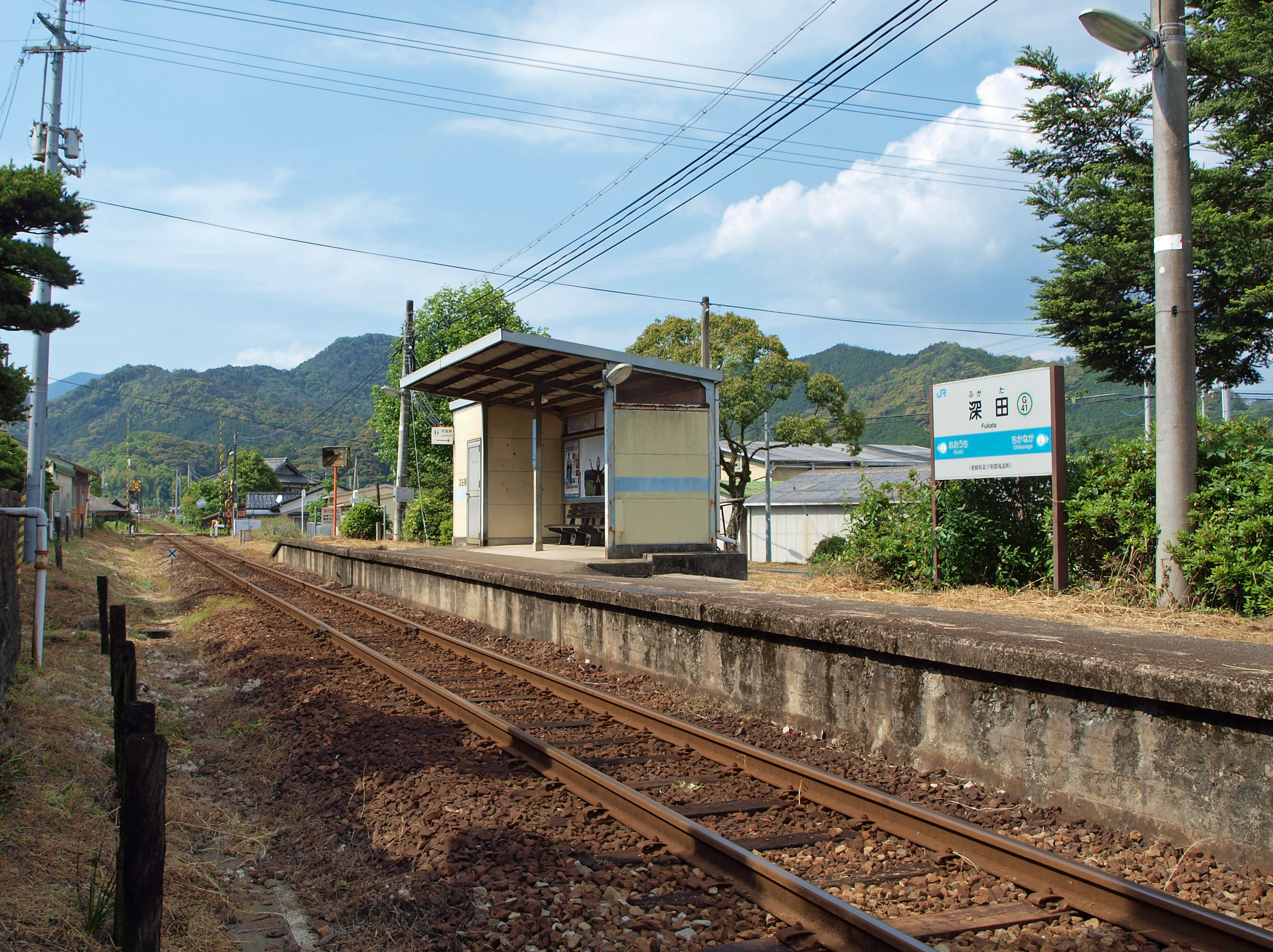
從路軌旁近攝車站月台，面向宇和島方向。

本站只有側式月台1個，提供1線1面的月台配置，因此列車不能在本站交換。月台的有效長度為4卡。往宇和島方向時，列車右邊車門會打開，而往近永站方向時，則左邊車門會打開。

### 月台配置
| 路線    | 方向     | 目的地                 |
| ------- | -------- | ---------------------- |
| ■予土線 | （上行） | 近永、江川崎、窪川方向 |
| ■予土線 | （下行） | 宇和島方向             |

## 歷史
- 1914年10月18日：隨宇和島鐵道通車而開業。
- 1933年8月1日：宇和島鐵道國有化[4]。
- 1987年4月1日: 日本國鐵分割民營化，車站的營運由JR四國繼承。

## 使用狀況
根據國土交通省「國土數值情報」，以下為1日平均上下車人次：
| 年度 | 1日平均 乘車人次 | 1日平均 乘車人次 |
| ---- | ---------------- | ---------------- |
| 2011 | 14               |                  |
| 2012 | 14               |                  |
| 2013 | 16               |                  |
| 2014 | 14               |                  |
| 2015 | 18               |                  |
| 2016 | 18               |                  |
| 2017 | 16               |                  |
| 2018 | 12               |                  |
| 2019 | 12               |                  |
| 2020 | 10               |                  |
| 2021 | 8                |                  |
| 2022 | 14               |                  |

## 相鄰車站
四國旅客鐵道（JR四國）
■予土線
近永（G40）－深田（G41）－大內（G42）

## 外部連結
- JR四國深田站 （页面存档备份，存于）